# Maurizio Bidinost
Maurizio Bidinost (Cordenons, Friül-Venècia Júlia, 10 de gener de 1959) és un ciclista italià, ja retirat, que fou professional del 1982 fins al 1986. Ha destacat especialment en pista on ha guanyat diversos campionats nacionals en persecució.

## Palmarès en pista
- 1979
  -  Campió d'Itàlia en persecució amateur
  -  Campió d'Itàlia en persecució per equips amateur
- 1980
  - 1r als Sis dies de Nouméa (amb Bernard Vallet)
- 1981
  -  Campió d'Itàlia en persecució amateur
  -  Campió d'Itàlia en persecució per equips amateur
  - 1r als Sis dies de Nouméa (amb Francesco Moser)
- 1982
  -  Campió d'Itàlia en persecució
  - 1r als Sis dies de Berlín (amb Patrick Sercu)
- 1983
  -  Campió d'Itàlia en persecució
- 1985
  -  Campió d'Itàlia en persecució
- 1986
  -  Campió d'Itàlia en persecució

## Palmarès en ruta
- 1978
  -  Campió del Món en contrarellotge per equips militar (amb Ivano Maffei, Silvestro Milani i Gianni Giacomini)

- 1979
  -  Campió d'Itàlia en contrarellotge amateur
  - 1r a la Fletxa d'or (amb Raniero Gradi)